# Parasimpaticomimetico
I parasimpaticomimetici (o colinergici) sono composti che stimolano il sistema nervoso parasimpatico. Sono causa, a livello dei recettori nicotinici e recettori muscarinici di effetti sul sistema nervoso simili a quelli prodotti dall'acetilcolina rilasciata dalle fibre nervose parasimpatiche.